# Emil Nycander
Oscar Emil Nycander, född 19 maj 1859 i Marstrand, död 30 maj 1927 i Melbourne, var en svensk kemist och företagare.
Emil Nycander var son till kaptenen Johan Oscar Nycander. Han avlade mogenhetsexamen i Visby 1877 och blev filosofie kandidat vid Uppsala universitet 1879. Han var 1879–1881 amanuens vid kemiska laboratoriet vid Uppsala universitet och 1882–1884 extra geolog vid Sveriges geologiska undersökning. Han specialiserade sig sedan alltmer på jäsningskemin och studerade 1885 ämnet vid lantbrukshögskolan i Berlin och 1886 bakteriologi och renodling av mikroorganismer vid Carlsbergs laboratorium i Köpenhamn. 1886–1889 var han anställd som kemist och bakteriolog vid H. Helbings jästfabrik i Wandsbeck, varefter han verkade som konsulterande kemist och uppfinnare inom jästindustrin. Han erhöll pris vid utställningen i Hamburg 1889 för renodlingar av mikroorganismer, innehade ett flertal patent inom jäsningskemin och anlitades som sakkunnig vid uppförandet av jästfabriker inom de flesta europeiska stater. Nycander emigrerade 1909 till Australien, där han vid Horothorn nära Melbourne tillsammans med engelsmannen N. M. Thomsen upprättade den första jästfabriken i Australien. Men tiden växte fabriken till ett stort företag, som Nycander ledde fram till sin död. 1915–1918 var han även medlem av svenska handelskammarens råd i Sydney. Nycander donerade hela sin förmögenhet, omkring 200.000 kronor, till Uppsala universitet för främjande av naturvetenskaplig forskning.